# Équipe des États-Unis masculine de cyclisme sur route
L'équipe des États-Unis de cyclisme est la sélection de cyclistes américains, réunis lors de compétitions internationales (les championnats du monde et les Jeux olympiques notamment) sous l'égide d'USA Cycling.

## Palmarès

### Jeux olympiques

#### Course en ligne masculine
L'épreuve de course en ligne masculine est introduite aux Jeux olympiques en 1896 puis de nouveau depuis 1912.
| Médaille d'or         | Médaille d'argent | Médaille de bronze    |
| --------------------- | ----------------- | --------------------- |
| - 1984 : Alexi Grewal |                   | - 1912 : Carl Schutte |

#### Contre-la-montre individuel masculin

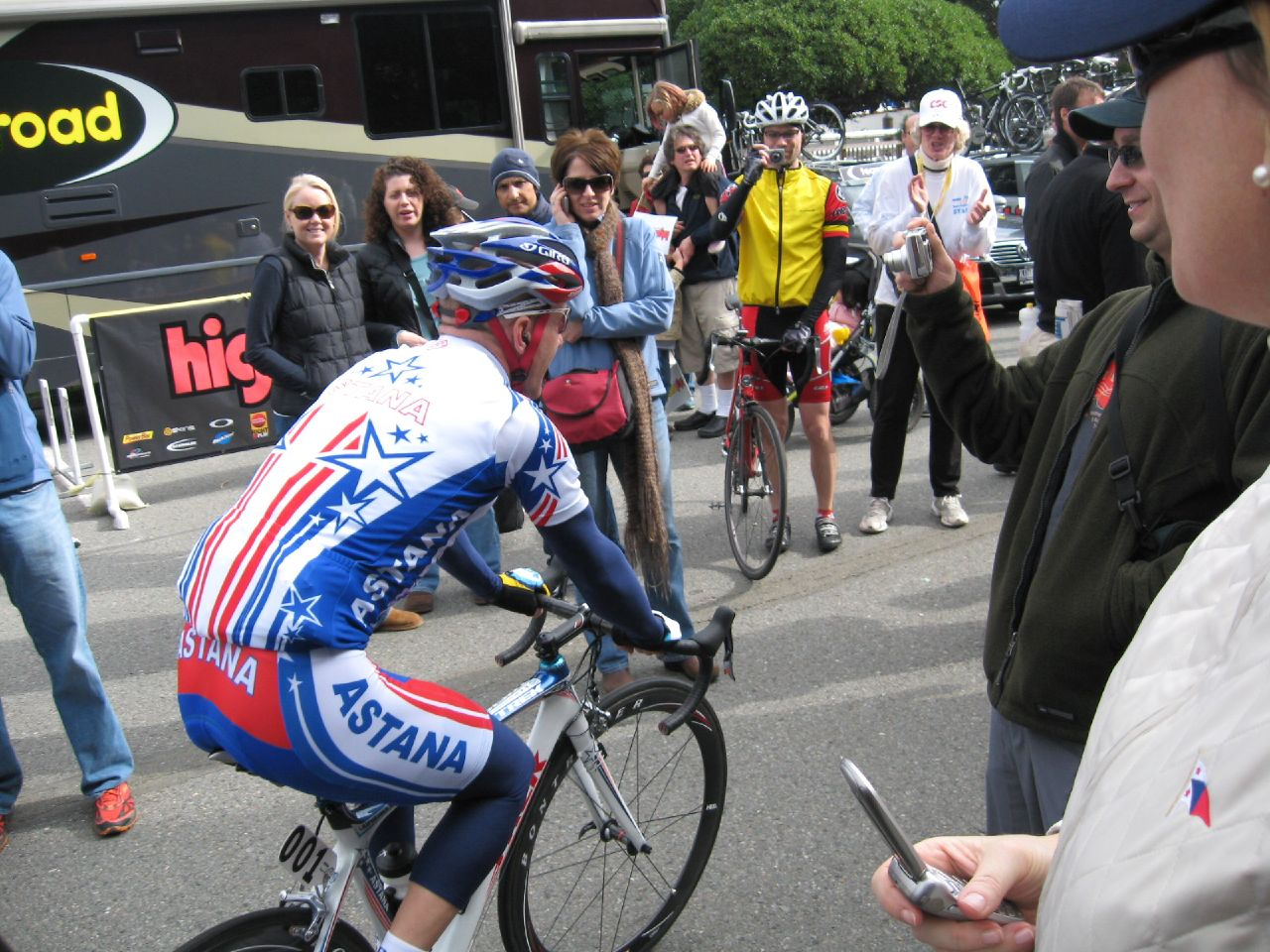
Levi Leipheimer avec le maillot de l'équipe des États-Unis.

L'épreuve de contre-la-montre individuel est organisée aux Jeux olympiques depuis 1996.
| Médaille d'or | Médaille d'argent     | Médaille de bronze       |
| ------------- | --------------------- | ------------------------ |
|               | - 2004 : Bobby Julich | - 2008 : Levi Leipheimer |

#### Course par équipes
L'épreuve de course en ligne par équipes est organisée aux Jeux olympiques de 1912 à 1956.
- Médaille de bronze en 1912 avec Carl Schutte, Alvin Loftes, Albert Krushel et Walter Martin

#### Contre-la-montre par équipes
L'épreuve de contre-la-montre par équipes est organisée aux Jeux olympiques de 1960 à 1992.
- Médaille de bronze en 1984 avec Ron Kiefel, Clarence Knickman, Davis Phinney et Andrew Weaver

### Championnats du monde de cyclisme sur route

#### Course en ligne
Le championnat du monde de course en ligne masculin est organisé depuis 1927, avec pour seule interruption, de 1939 à 1945, la Seconde Guerre mondiale.
| Médaille d'or                                                      | Médaille d'argent                         | Médaille de bronze |
| ------------------------------------------------------------------ | ----------------------------------------- | ------------------ |
| - 1983 : Greg LeMond - 1989 : Greg LeMond - 1993 : Lance Armstrong | - 1982 : Greg LeMond - 1985 : Greg LeMond |                    |

#### Contre-la-montre individuel
Le championnat du monde de contre-la-montre individuel masculin est organisé depuis 1994.
| Médaille d'or | Médaille d'argent                                | Médaille de bronze       |
| ------------- | ------------------------------------------------ | ------------------------ |
|               | - 2006 : David Zabriskie - 2012 : Taylor Phinney | - 2008 : David Zabriskie |

#### Contre-la-montre par équipes nationales
Le championnat du monde de contre-la-montre par équipes nationales est organisé à partir de 1962. À partir de 1972, il n'est plus organisé les années olympiques. Sa dernière édition par équipes nationales a lieu en 1994, année de la création du championnat du monde du contre-la-montre individuel. Les États-Unis n'ont jamais remporté de médaille en contre-le-montre par équipes nationales. 